# 比镇
比镇（法語：Bû，法語發音：[by]）是法国厄尔-卢瓦省的一个市镇，属于德勒区。

## 地理
比镇（48°47'47"N, 1°29'43"E）面积22.6 平方千米，位于法国中央-卢瓦尔河谷大区厄尔-卢瓦省，该省份为法国北部内陆省份，北起顺时针与厄尔省、伊夫林省、埃松省、卢瓦雷省、卢瓦-谢尔省、萨尔特省和奧恩省接壤。
与比镇接壤的市镇（或旧市镇、城区）包括：塞尔维尔、阿邦当、阿沃吕。

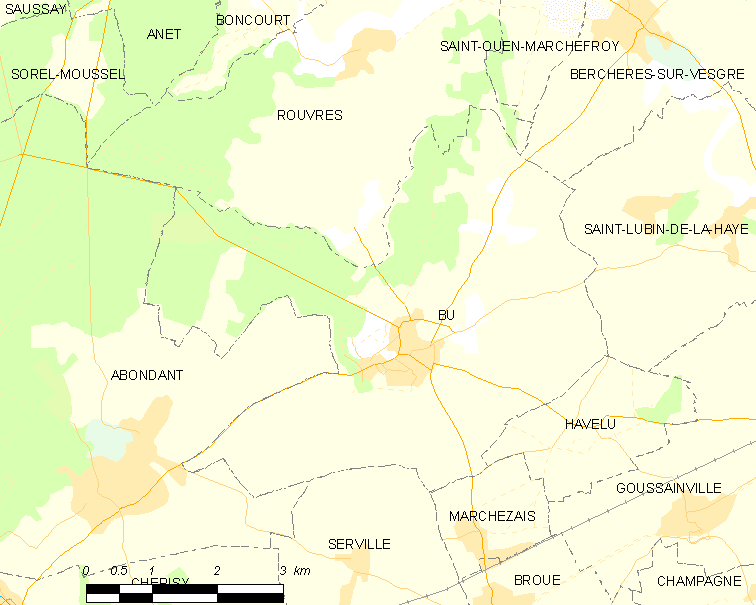
比镇的OSM定位图

比镇的时区为UTC+01:00、UTC+02:00（夏令时）。

## 行政
比镇的邮政编码为28410，INSEE市镇编码为28064。

## 政治
比镇所属的省级选区为阿内特县。

## 人口

1962-2008年间比镇人口变化图示

比镇于2022年1月1日时的人口数量为2093人。